# Roncus setosus
Espèce
Roncus setosus est une espèce de pseudoscorpions de la famille des Neobisiidae.

## Distribution
Cette espèce est endémique du Pays valencien en Espagne. Elle se rencontre à Tàrbena dans les grottes Cova des Vells et Cova des Morets.

## Description
La femelle holotype mesure 3,13 mm et le mâle paratype 3,05 mm.

## Publication originale
- Zaragoza, 1982 : Roncus (Parablothrus) setosus n. sp., otro caso de néochétotaxie majorante prosomatique (Heurtault) en los Pseudoscorpiones Neobisiidae. Mediterranea, Serie de Estudios Biologicos, vol. 6, p. 101-108 (texte intégral).